# Ciudad Real
Ciudad Real – miasto w środkowej Hiszpanii, w regionie Kastylia-La Mancha, ośrodek administracyjny prowincji Ciudad Real. W 2010 honorową obywatelką miasta została Polka, siostra Helena Warszawska z Zakopanego.

## Gospodarka
W mieście rozwinął się przemysł włókienniczy, spożywczy oraz ceramiczny. Ważną rolę odgrywa turystyka.

## Transport
- Ciudad Real Central – stacja kolejowa

## Sport
- BM Ciudad Real – klub piłki ręcznej

## Galeria

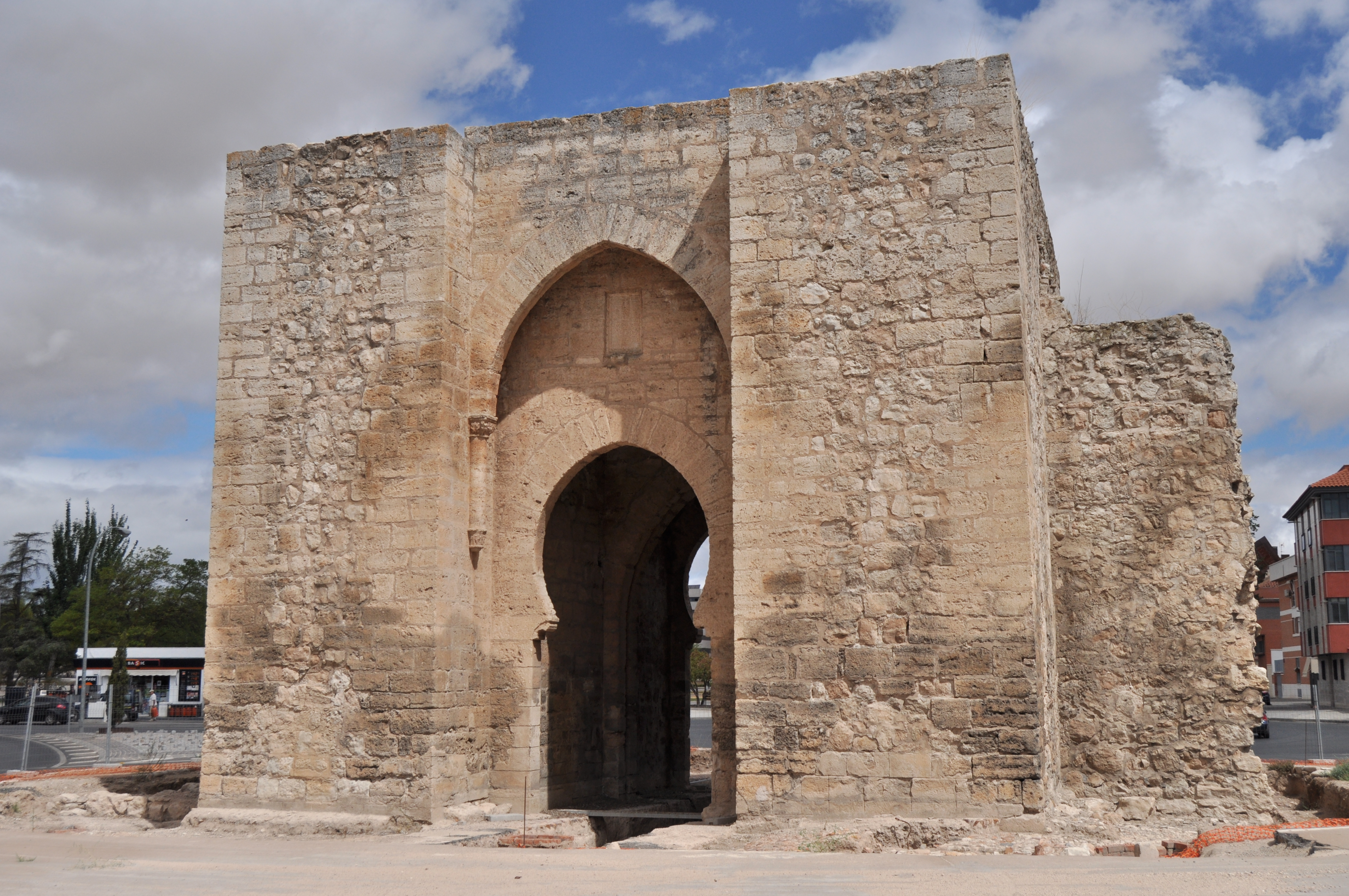
Brama miejska Puerta de Toledo
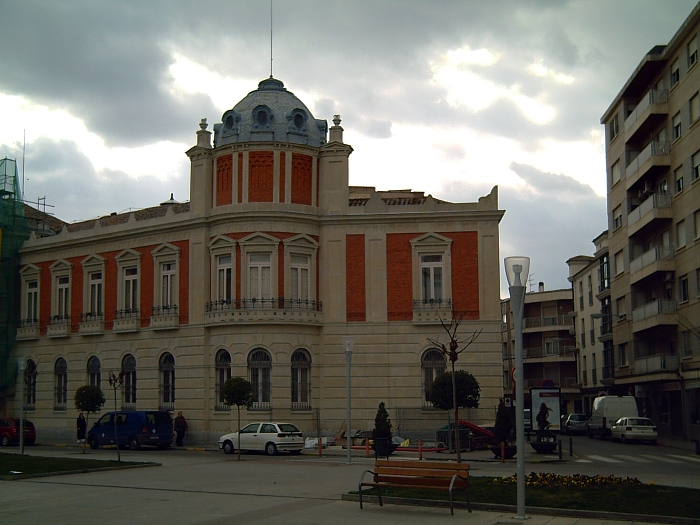
Diputación de Ciudad Real
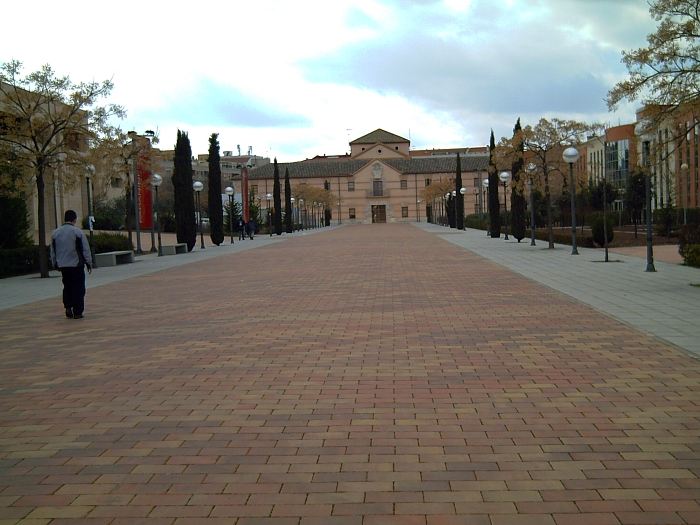
Rektorat Uniwersytetu w Ciudad Real

## Klimat
| Miesiąc | Sty  | Lut  | Mar  | Kwi  | Maj  | Cze  | Lip  | Sie  | Wrz  | Paź  | Lis  | Gru  | Roczna |
| --- | ---- | ---- | ---- | ---- | ---- | ---- | ---- | ---- | ---- | ---- | ---- | ---- | ------ |
| Średnie temperatury w dzień [°C]                                                                                   | 10.9 | 13.7 | 17.9 | 19.7 | 24.1 | 30.5 | 34.5 | 33.7 | 28.4 | 21.5 | 15.1 | 11.4 | 21,8   |
| Średnie dobowe temperatury [°C]                                                                                    | 6.0  | 8.0  | 11.4 | 13.4 | 17.5 | 23.2 | 26.7 | 26.1 | 21.6 | 15.8 | 10.1 | 6.9  | 15,6   |
| Średnie temperatury w nocy [°C]                                                                                    | 1.1  | 2.4  | 4.9  | 7.1  | 10.9 | 15.9 | 18.9 | 18.6 | 14.8 | 10.0 | 5.1  | 2.5  | 9,3    |
| Opady [mm] | 35   | 30   | 28   | 48   | 41   | 25   | 6    | 5    | 26   | 53   | 45   | 59   | 402    |
| Średnia liczba dni z opadami                                                                                       | 5.9  | 5.7  | 4.7  | 7.8  | 6.3  | 3.4  | 0.8  | 1.0  | 3.6  | 6.4  | 6.4  | 7.3  | 59,3   |
| Wilgotność [%] | 78   | 71   | 61   | 59   | 55   | 46   | 40   | 43   | 54   | 67   | 76   | 81   | 61     |
| Średnie usłonecznienie [h]                                                                                         | 133  | 157  | 213  | 226  | 260  | 313  | 352  | 323  | 247  | 190  | 135  | 114  | 2664   |
| Źródło: Agencia Estatal de Meteorología (liczba dni z opadami dla wartości 1 mm, wysokość 628 m n.p.m., 1981-2010) |      |      |      |      |      |      |      |      |      |      |      |      |        |